# Амитон
Амитон (тетрам, инферно, метрамак, ви-джи) — боевое отравляющее вещество нервно-паралитического действия. Его смертельная доза приблизительно в 10 раз больше смертельной дозы VX: ЛД50 на мышах составляет 0,235 мг/кг (подкожно) и 0,5 мг/кг (внутрибрюшинно), то есть по токсичности сравним с зарином.
В 1952 году над изучением класса сложных органофосфатов одновременно работали несколько исследователей. Доктор Ларс-Эрик Таммелин работал по этой теме для Шведского национального исследовательского института обороны, и по понятным причинам его работы широко не публиковались. Дж. Ф. Ньюман и Ранажит Гош, химики исследовательской лаборатории защиты полей компании Imperial Chemical Industries, также работали в этом направлении и обнаружили высокую эффективность веществ класса сложных органофосфатов в качестве пестицидов.
В 1954 году одно из веществ этого класса ICI выпустила на рынок под торговым названием «Amiton», но продукт был тут же отозван по причине высокой токсичности. Токсичность Амитона не осталась не замеченной военными, и образцы веществ были отправлены в военный исследовательский парк Портон-Даун. По завершении исследования ряд веществ этого класса составили новую группу нервно-паралитических отравляющих веществ — V-агенты, а Амитон получил обозначение VG.

## Мирное применение
Амитон является хорошим инсектицидом и акарицидом, но из-за высокой токсичности для теплокровных животных он не находит широкого применения в сельском хозяйстве.